# Medinilla botryocarpa
Medinilla botryocarpa är en tvåhjärtbladig växtart som beskrevs av Regalado. Medinilla botryocarpa ingår i släktet Medinilla och familjen Melastomataceae. Inga underarter finns listade i Catalogue of Life.